# Calyptothecium integrifolium
Calyptothecium integrifolium är en bladmossart som beskrevs av Noguchi 1980. Calyptothecium integrifolium ingår i släktet Calyptothecium och familjen Pterobryaceae. Inga underarter finns listade i Catalogue of Life.